# 小湾

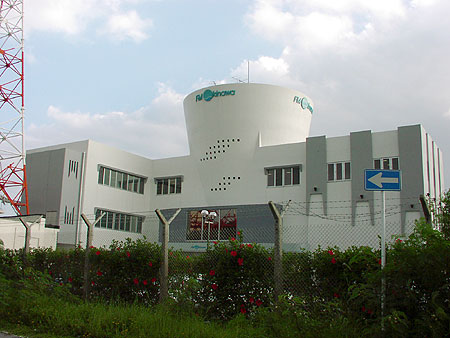
エフエム沖縄本社

小湾（こわん）は、沖縄県浦添市の地名。郵便番号901-2124。

## 地理
浦添市南西部、牧港補給地区内に位置する。西洲・勢理客と隣接する。

## 歴史
当地にあった集落は戦後軍用地（キャンプ・キンザー）として土地が接収され、それまでの小湾の住民は宮城に移住した。そのため、現在は移住先である宮城に小湾自治会が置かれ、宮城の一部が小湾区となっている。

## 施設
- 沖縄食糧
- エフエム沖縄
- 牧港補給地区